# 荷兰省督
省督（荷兰语：stadhouder  荷蘭語發音：[ˈstɑtˌɦʌudər]），又譯為「執政」、「執政官」、“事务长”或“代理官”，直译为“持地者”、“持有某人之地”，可能转借自德语“Statthalte'”、法语“lieutenant”，或中古拉丁语“locum tenens”。 是中世纪时期荷兰（以及当时属于荷兰的比利时）的一个行政职务，为荷兰共和国下荷兰伯国的最高行政长官（相当于省长）。而在18世纪期间，由于荷兰伯国（也叫做“荷兰省”）在尼德兰七省中的中央地位，这一职位则发展为了整个荷兰共和国实际上的世袭国家元首，与国王已无异。在历史上，荷兰省督的位置因为各种原因曾经出现过空缺，此时则由荷兰大议长担任行政一职。
荷兰省督可以与法国头衔“Lieutenant”（“持地者”，“有一定地位的人”，“在上级不在场时拥有一定职务的人”）以及英格兰的十六世纪的“Lord Lieutenant”（“皇家代理官大人”）相比较。此外，这个职位在早期的荷兰共和国被分派来维持和平与省份的治安。

## 历史
中世纪的「執政」（省督）是由封建领主们指派的，以在领主们不在场时，充当他们的代表。如果一位领主有一些领地（或者一位封臣有一些封地），那么这些地盘的其中一部分能够被一名固定的荷兰省督统治，他们即是那位大人的全权代表。因此，一位荷兰省督比小小一个总督更为有权力，因为总督的权力是有限的，但是，一位荷兰省督本身并不是一位封臣，在该片土地上没有头衔。低地国家（包括今天的荷兰、比利时及卢森堡）的独立省份的地方统治者们曾大量使用过荷兰省督，比如，赫尔雷公爵就曾指派了一名荷兰省督作为他在格罗宁根的代表。
在十五世纪，勃艮第公爵们取得了大部分的低地国家，几乎每一块勃艮第尼德兰封地都有它们自己的「執政」（省督）。
在十六世纪，哈布斯堡王朝的神聖羅馬皇帝查理五世（即西班牙国王卡洛斯一世）通过成为唯一的最高封建统治者──尼德兰之主──而完成了继承勃艮第尼德兰封地这一过程。只有列日主教国和两个更小的领地（斯塔沃洛-马尔默迪大修道院国与布永公国）还不归他管辖。荷兰省督们继续被指派，以代表卡尔和腓力二世国王——他的儿子，西班牙与低地国家土地的继承人（哈布斯堡家族的独立的奥地利分支中的卡尔的继承人才能持有选帝侯的头衔）。由于腓力的中央集权和专制的政策，「執政」（省督）的实权被大大缩小了。
在1581年，在尼德兰革命期间，大多数的荷兰省份凭借《誓絕法案》而宣布了它们的独立，荷兰省督的代表功能在北方的反叛的尼德兰各地变得过时了──连封建领主都被废除了，但是这个官职仍然继续存在于这些现在被联合在尼德兰七省共和国之下的省份中。这些联省在为在新的环境中适应已存在的封建观念和制度而奋斗，并且它们在此事上趋向于保守，因为毕竟它们反抗西班牙国王就是为了保护它们古老的权利。「執政」（省督）不再代表领主，而成为了最高的行政官员，由每个省份的政府指派。尽管每个省份都能指定它们自己的荷兰省督，然而大多数的「執政」（省督）都是同时获得了若干个省份的任命。最高的行政权通常是由每个省份的主权政府来行使的，但是荷兰省督们仍然有一些特权，比如指派等级更低的官员，并且一些荷兰省督还有古老的权利，可以（通过选举来）确认对摄政者议会成员们的任命，或者从最终的候选人名单中挑选市长。由于这些议会会任命大多数的政府成员，所以荷兰省督能非常间接地影响政府的总方针。在泽兰省，尼德兰革命后的奧蘭治親王们大都通常会在该省保持这一官职，其光荣头衔为“第一贵族”，并且还是该省政府中的如此的一员，这也是因为这些人的世袭头衔之一是费勒和弗利辛恩侯爵。

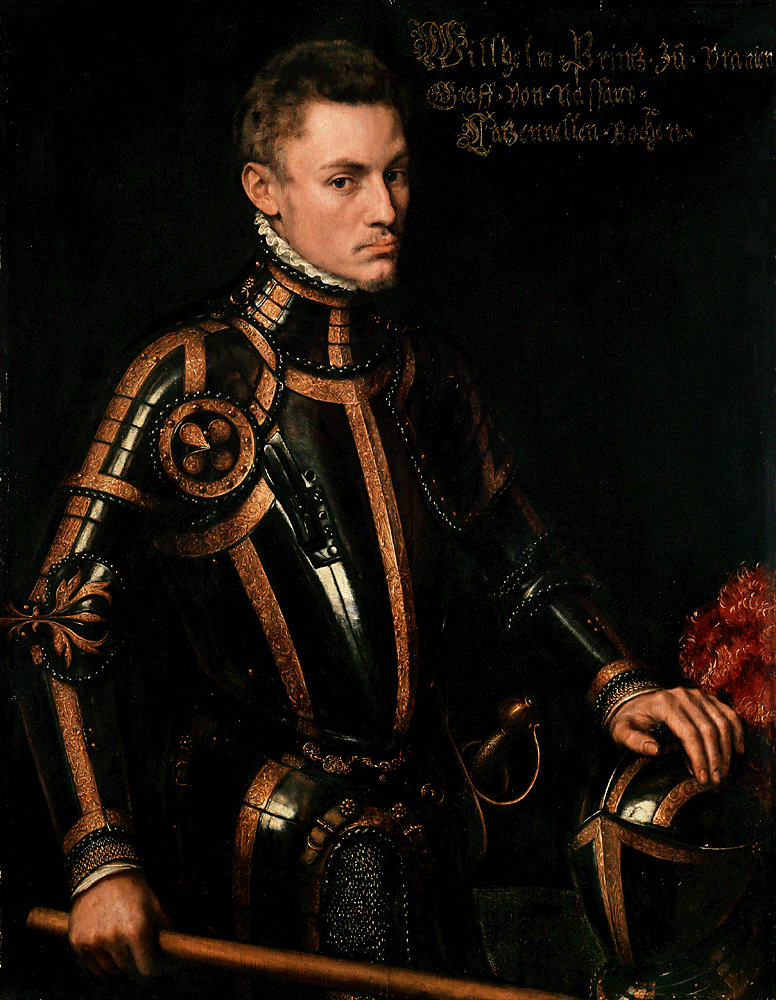
沉默者威廉在反对西班牙帝国的尼德兰革命中曾是一名荷兰省督。

在这个共和国的核心的“同盟”级别，荷兰省与泽兰省的「執政」（省督）通常还被任命为同盟陆军的总司令和同盟舰队的总司令，不过没有哪个荷兰省督曾真正在战斗中指挥过一支舰队。在陆军中，他可以亲自任命军官；在海军中，则只能确认对五个海军事務委員會的任命。因此，荷兰省督的法定权力是相当有限的，并且按照法律，他也仅仅是个官员而已。不过，他的实权有时则更大，尤其是被给予了“永久的”八十年战争的军事法魅力。拿骚的毛里茨在1618年后作为一名军事独裁者而统治，而奥兰治亲王威廉二世也曾企图这么做。
尼德兰革命的领袖是沉默者威廉（1572年至1584年任荷兰执政）；在1572年他被第一个反叛的省，荷兰省，指派为了「執政」（荷兰省督）。他本人的影响力与声望都是随着这个官职而来的，并且这些又被转给了他的家族成员们。拿騷的毛里茨（1618年至1625年任荷兰执政），以及奥兰治亲王威廉三世（1672年至1702年任荷兰执政），用他们的自己的党人替换了整个市议会，以增加他们的权力：所谓的“立法机构之变（Wetsverzettingen）”。通过恫吓，「執政」（省督）们企图扩大他们的批准权，其中荷蘭執政奥兰治亲王弗雷德里克·亨德里克（1625年至1647年在位），甚至在1631年立法讓執政一職由奧蘭治家族世襲。
作为報復性的回应，荷兰省、泽兰省、乌得勒支省、赫尔雷省，以及上艾瑟尔省的摄政者们，在奥兰治亲王威廉二世（1647年至1650年担任荷兰执政）于1650年逝世后，便不再指派「執政」（省督）了。随后，由于1672年荷蘭的“災難年”（Rampjaar），當時发生了大激变，它们被迫指派奥兰治亲王威廉三世為「執政」。威廉三世于1702年死后，它们再次拒绝了指派。这两个时期被叫作“第一次无执政时期”和“第二次無執政時期”。
在1747年的法国入侵后，由于一场得民心的运动，这些摄政者们被迫接受了弗里斯兰及格罗宁根的荷兰省督奥兰治亲王威廉四世，为其他省份的「執政」（省督）。在1747年11月22日，「執政」这一官职被定为了世袭的（erfstadhouder）。由于威廉是所有省份的荷兰省督（在这个共和国的历史上还是第一次），他的功能便被相应地重新设计为了世袭荷兰总省督。
威廉四世于1751年英年早逝以后，他的幼子威廉五世在其母的摄政之下被正式地指派为了「執政」（省督）。这场恶政导致了许多怨愤，最终在1780年造成了爱国派运动。爱国派首先接管了许多城市议会，然而接管了荷兰省政府，并最终集结了民兵来抵抗奥兰治家族的党人，保卫他们的据点。他们将国家带到了内战边缘。在1787年，通过普鲁士的军事干预，奥兰治亲王威廉五世才镇压了反抗，而爱国派运动的许多领导者流亡到了法国。

### 最后岁月
1789年法國大革命爆發之後，那些流亡者们带着法国军队于1795年的冬天返回祖國荷蘭，并征服了结冰的荷兰洪水线。奥兰治亲王威廉五世逃到英国，而「執政」（省督）这一官职在1795年法国革命军设立了巴达维亚共和国时被废除了。从1572年起，南尼德兰的哈布斯堡领主们持续地指派荷兰省督们来统治那些省份，直到1794年，这片土地被法国吞并。

### 引用
1. ↑  Entry Stadhouder （页面存档备份，存于） in M. Philippa et al. (2003-2009) Etymologisch Woordenboek van het Nederlands. Etymologiebank.nl. （荷兰文）